# Csengtu–Csungking nagysebességű vasútvonal
A Csengtu–Csungking nagysebességű vasútvonal (egyszerűsített kínai írással: 成渝客运专线; tradicionális kínai írással: 成渝客運專線) egy kétvágányú, 25 kV 50 Hz-cel villamosított nagysebességű vasútvonal Kínában, mely Csengtu (Szecsuan tartomány) és Csungking (Csungking tartomány) városokat köti össze.
Teljes hossza 904 km, a megengedett legnagyobb sebesség 350 km/h. Az építkezés Csungking tartományban 2010 március 22-én kezdődött, Szecsuan tartományban pedig november 11-én. A projekt költsége 92,3 milliárd jüan. A vonal 2015 december 26-án nyílt meg. A vonal része a Sanghaj–Vuhan–Csengtu nagysebességű vasútvonalnak.

## Vasútállomások
A vonalon 12 vasútállomás épül:

### Szecsuani szakasz
- Csengtu–kelet
- Csianjang–dél
- Cejang–észak
- Cecsung–észak
- Nejcsiang–észak
- Longcsang–észak

### Csungkingi szakasz
- Zsungcsang–észak
- Tacu
- Jongcsuan–kelet
- Pisan
- Sapingpa
- Csungking